# Art Brut (banda)
Art Brut es un grupo alemán/inglés de indie rock procedente de Berlín. Su nombre proviene del término "Art Brut", también conocido como arte marginal, acuñado por Jean Dubuffet para referirse a aquel artista que desarrolla su labor creativa sin contacto alguno con las instituciones artísticas establecidas.

## Discografía

### Álbumes
- Bang Bang Rock & Roll (2005)
- It's a Bit Complicated (2007)
- Art Brut vs. Satan (2009)
- Brilliant! Tragic! (2011)

### Sencillos
| Año  | Sencillo                     |
| ---- | ---------------------------- |
| 2004 | Formed a Band                |
| 2004 | Modern Art/My Little Brother |
| 2005 | Emily Kane                   |
| 2005 | Good Weekend                 |
| 2007 | Direct Hit                   |
| 2008 | Pump Up The Volume           |